# Pallamano ai Giochi della XXI Olimpiade
I tornei olimpici di pallamano dei Giochi di Montréal si sono svolti tra il 18 e il 28 luglio 1976.
Le gare sono state ospitate da tre impianti: il Complexe sportif Claude-Robillard di Montréal, il Palazzo dello sport Léopold-Drolet di Sherbrooke, il Pavillon de l'éducation physique et des sports (PEPS) dell'Università Laval di Québec.
Hanno preso parte al torneo 12 formazioni maschili e, per la prima volta, 6 formazioni femminili.
Sia il torneo maschile sia il torneo femminile sono stati vinti dall'Unione Sovietica.

## Calendario
| Pallamano ai Giochi della XXI Olimpiade | Pallamano ai Giochi della XXI Olimpiade | Pallamano ai Giochi della XXI Olimpiade | Pallamano ai Giochi della XXI Olimpiade | Pallamano ai Giochi della XXI Olimpiade | Pallamano ai Giochi della XXI Olimpiade | Pallamano ai Giochi della XXI Olimpiade | Pallamano ai Giochi della XXI Olimpiade | Pallamano ai Giochi della XXI Olimpiade | Pallamano ai Giochi della XXI Olimpiade | Pallamano ai Giochi della XXI Olimpiade | Pallamano ai Giochi della XXI Olimpiade | Pallamano ai Giochi della XXI Olimpiade |
| Lug'76                                  | 18                                      | 19                                      | 20                                      | 21                                      | 22                                      | 23                                      | 24                                      | 25                                      | 26                                      | 27                                      | 28                                      | Totale                                  |
| --------------------------------------- | --------------------------------------- | --------------------------------------- | --------------------------------------- | --------------------------------------- | --------------------------------------- | --------------------------------------- | --------------------------------------- | --------------------------------------- | --------------------------------------- | --------------------------------------- | --------------------------------------- | --------------------------------------- |
| Uomini                                  | 1ºT                                     |                                         | 1ºT                                     |                                         | 1ºT                                     |                                         | 1ºT                                     |                                         | 1ºT                                     | Pia                                     | Fin                                     | 1                                       |
| Donne                                   |                                         |                                         | GU                                      |                                         | GU                                      |                                         | GU                                      |                                         | GU                                      |                                         | GU                                      | 1                                       |
| Totale                                  |                                         |                                         |                                         |                                         |                                         |                                         |                                         |                                         |                                         |                                         | 2                                       | 2                                       |

| Gironi preliminari | Girone unico | Piazzamenti | Finali |

## Squadre partecipanti

### Torneo maschile
|                                    | Data                           | Sede         | Posti | Qualificate                                                                          |
| ---------------------------------- | ------------------------------ | ------------ | ----- | ------------------------------------------------------------------------------------ |
| Paese organizzatore                |                                |              | 1     | Canada                                                                               |
| Campionato mondiale 1974           | 28 febbraio - 10 marzo 1974    | Germania Est | 1     | Romania                                                                              |
| Torneo di qualificazione europeo   | 4 novembre 1975 - 7 marzo 1976 | Vario        | 7     | Jugoslavia Cecoslovacchia Ungheria Unione Sovietica Germania Ovest Polonia Danimarca |
| Torneo di qualificazione asiatico  | 15-21 marzo 1976               | Vario        | 1     | Giappone                                                                             |
| Torneo di qualificazione americano | -                              | -            | 1     | Stati Uniti                                                                          |
| Torneo di qualificazione africano  | 10-18 aprile 1976              | Tunisia      | 1     | Tunisia                                                                              |
| Totale                             |                                |              | 12    |                                                                                      |

### Torneo femminile
|                          | Data                      | Sede         | Posti | Qualificate                                    |
| ------------------------ | ------------------------- | ------------ | ----- | ---------------------------------------------- |
| Paese organizzatore      |                           |              | 1     | Canada                                         |
| Campionato mondiale 1975 | 2-13 dicembre 1975        | Germania Est | 4     | Germania Est Unione Sovietica Ungheria Romania |
| Torneo di qualificazione | 28 giugno - 3 luglio 1976 | Stati Uniti  | 1     | Giappone                                       |
| Totale                   |                           |              | 6     |                                                |

## Risultati in dettaglio

### Torneo maschile
| Pos | Squadre          |
| --- | ---------------- |
|     | Unione Sovietica |
|     | Romania          |
|     | Polonia          |
| 4   | Germania Ovest   |
| 5   | Jugoslavia       |
| 6   | Ungheria         |
| 7   | Cecoslovacchia   |
| 8   | Danimarca        |
| 9   | Giappone         |
| 10  | Stati Uniti      |
| 11  | Canada           |
| -   | Tunisia          |

### Torneo femminile
| Pos | Squadre          |
| --- | ---------------- |
|     | Unione Sovietica |
|     | Germania Est     |
|     | Ungheria         |
| 4   | Romania          |
| 5   | Giappone         |
| 6   | Canada           |

## Podi
| Evento           | Oro              | Argento      | Bronzo   |
| Torneo maschile  | Unione Sovietica | Romania      | Polonia  |
| Torneo femminile | Unione Sovietica | Germania Est | Ungheria |

## Medagliere
| Posizione | Paese            |   |   |   | Totale |
| --------- | ---------------- | - | - | - | ------ |
| 1         | Unione Sovietica | 2 | 0 | 0 | 2      |
| 2         | Germania Est     | 0 | 1 | 0 | 1      |
| 2         | Romania          | 0 | 1 | 0 | 1      |
| 4         | Ungheria         | 0 | 0 | 1 | 1      |
| 4         | Polonia          | 0 | 0 | 1 | 1      |
| Totale    | Totale           | 2 | 2 | 2 | 6      |